# Caulerpa lentillifera
Caulerpa lentillifera ist eine Grünalgenart aus der Gattung Caulerpa. Sie wächst im tropischen Indopazifik und wird vor allem in Ostasien, Südostasien und Ozeanien als Lebensmittel verzehrt. Deutsche, allerdings nicht eindeutige Bezeichnungen für diese Art sind „Meerestraube“ und „Grüner Kaviar“.

## Beschreibung

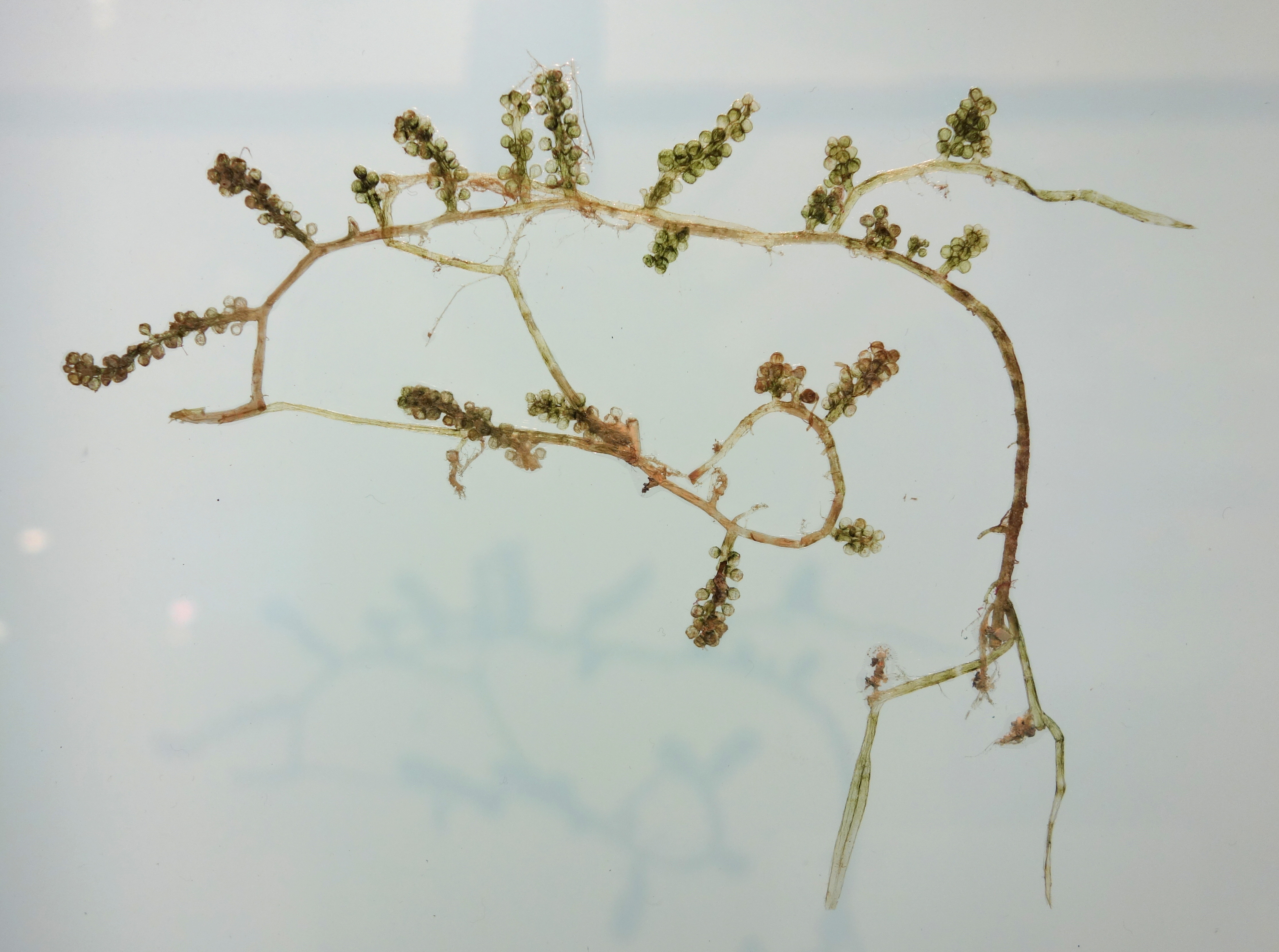
Museumsexemplar von Caulerpa lentillifera mit gut erkennbarer Wuchsform

Der Thallus von Caulerpa lentillifera besteht aus einer einzigen Zelle mit mehreren Zellkernen, ist also siphonal, zeigt aber dennoch Strukturen, die analog zu Blättern oder Phylloiden, Stängeln oder Cauloiden und Wurzeln oder Rhizoiden sind. In den „Blättern“ und „Stängeln“ ist die Genexpression jeweils unterschiedlich. Aus den langen horizontalen Stolonen wachsen unten wenige rhizoidale Ausläufer und oben viele aufrechte Rispen mit kugelförmigen Auswüchsen, die in ihrem Aussehen an grüne Weintrauben erinnern. Wie einige andere siphonale Algen auch kann Caulerpa lentillifera meterlang werden. Der Abstand zwischen Stolon und Rispenspitze beträgt etwa 10 bis 30 Zentimeter. Je nach Herkunftsgebiet kann das Aussehen leicht variieren, so erwiesen sich indische Exemplare im Vergleich mit philippinischen als kleiner und weniger dicht mit den „Trauben“ bestanden.

## Verbreitung
Caulerpa lentillifera wächst in warmem Wasser und wurde in zahlreichen Ländern von Süd- und Ostafrika über den Nahen Osten, den Indischen Ozean, Südwest-, Südost- und Ostasien bis Australien, Neuseeland und dem Pazifik gefunden. In Indien wurde Caulerpa lentillifera erstmals 1955 gefunden, danach aber erst wieder 2004.

## Anbau
Auf den Philippinen wird Caulerpa lentillifera seit den 1950er Jahren während der Trockenzeit in Fischteichen kultiviert (Ende der 1990er Jahre auf 400 Hektar Teichflächen auf Mactan mit einem Ertrag von über 4000 Tonnen Frischgewicht), aber auch wild gesammelt und in offenen Lagunen oder in Wassertanks angebaut. 1982 wurden 827 Tonnen Caulerpa lentillifera aus den Philippinen exportiert. 1990 war Caulerpa lentillifera eine von drei auf den Philippinen kommerziell angebauten Seetang-Arten.
Der kommerzielle Anbau in Japan begann 1986. Caulerpa lentillifera wird in Wassertanks in Okinawa in großen Mengen für den Handel angebaut.
1998 empfahl die Ernährungs- und Landwirtschaftsorganisation der Vereinten Nationen die Einführung von Caulerpa lentillifera an geeigneten Orten in Indien zum Zwecke der Kultivierung als Lebensmittel.
In den 2000er Jahren wurde mit dem Anbau von Caulerpa lentillifera in Vietnam begonnen, wobei diese Algenart hauptsächlich nach Japan exportiert wird. Später kamen auch Taiwan sowie Fujian und Hainan als Anbauregionen hinzu.

## Verwendung

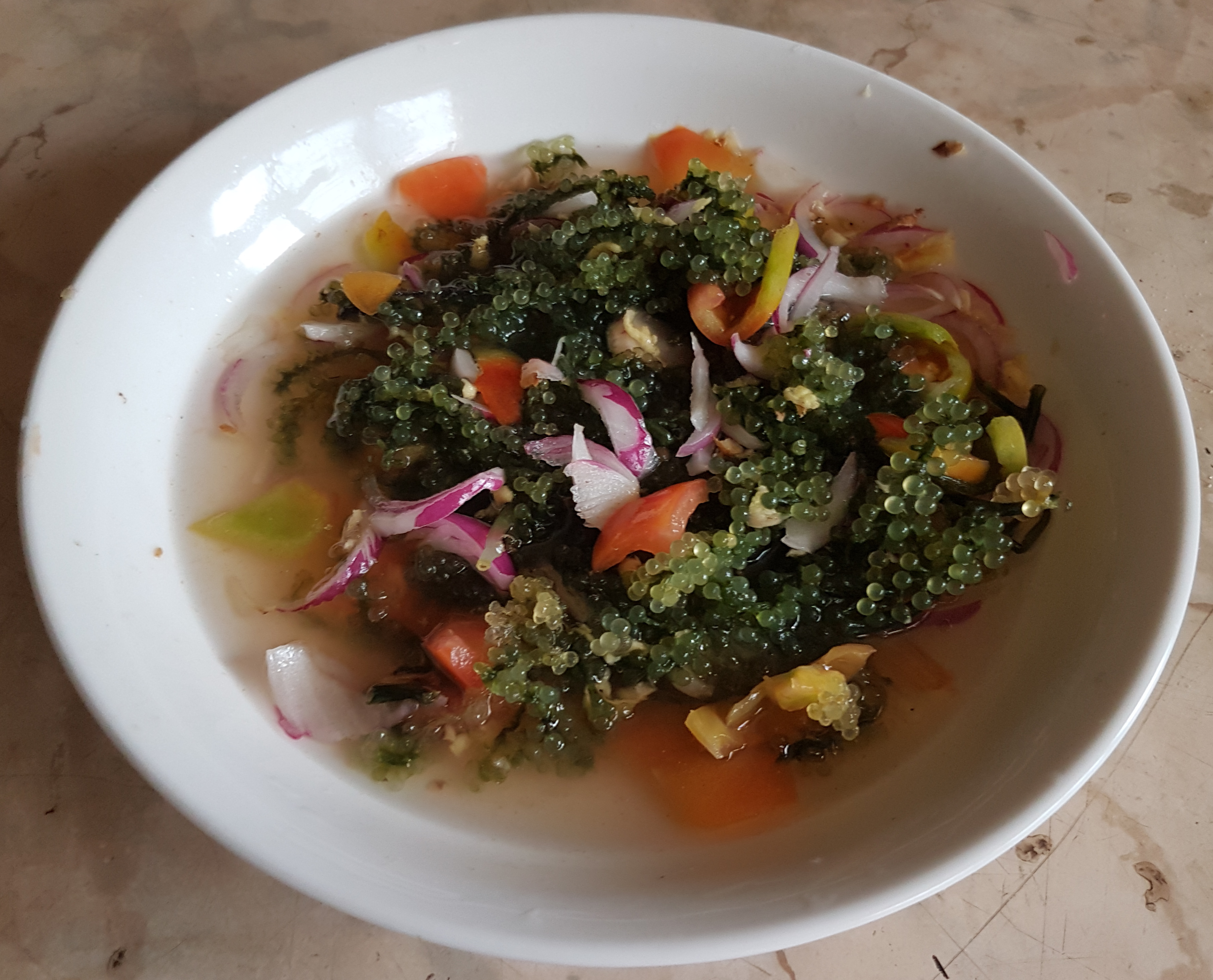
Philippinischer Lato-Salat

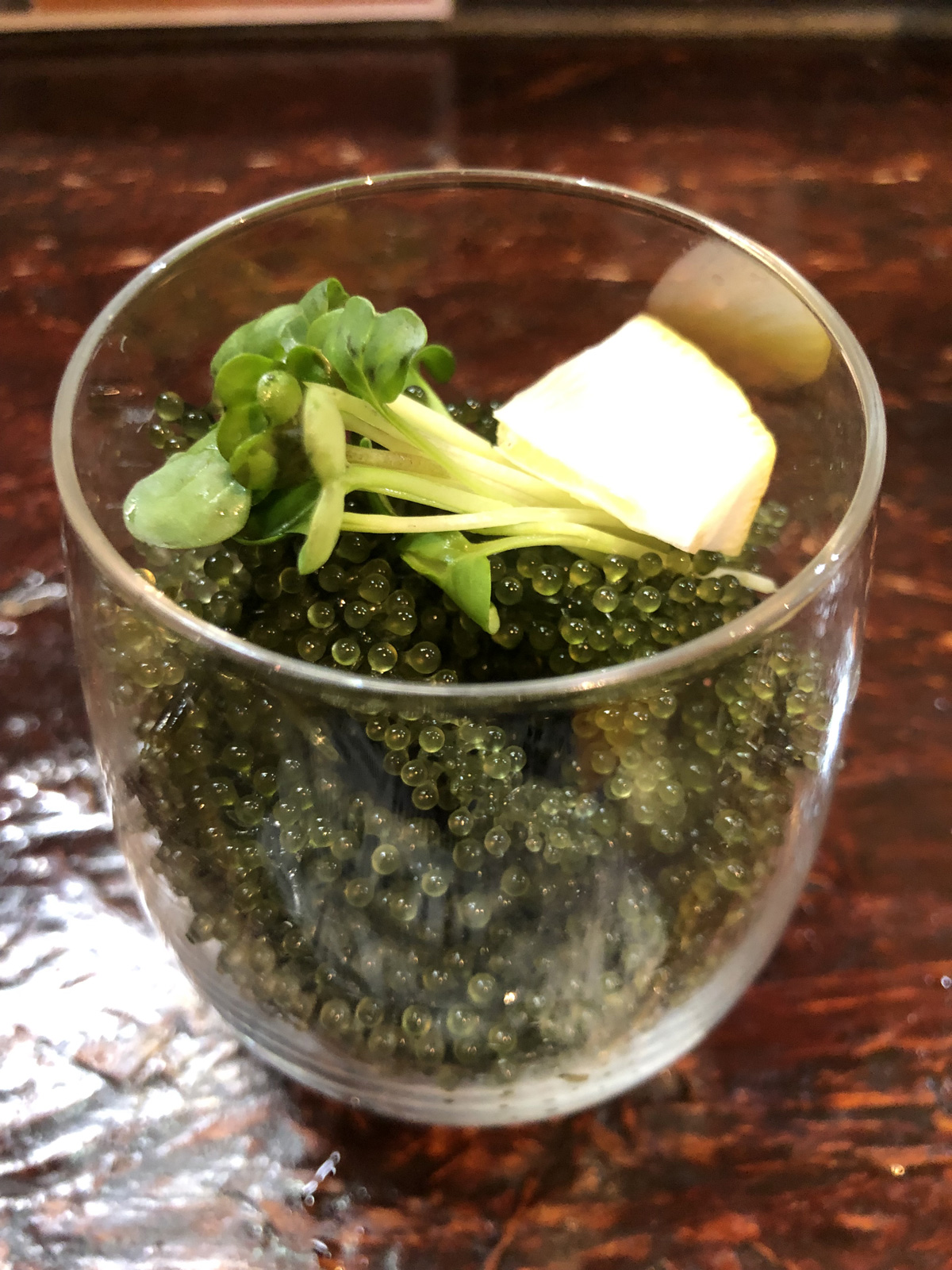
„Meerestrauben“ (umibudō) auf Ishigaki-jima (Japan)

In der subtropischen bis tropischen Asien-Pazifik-Region gehört Caulerpa lentillifera zu den wichtigsten essbaren Algen. Die Art wird unter anderem in Japan, Korea und den Philippinen sowie in Malaysia, Vietnam, Thailand, Papua-Neuguinea und Indonesien verzehrt.
Caulerpa lentillifera wird frisch oder in Salz konserviert zum Verzehr angeboten. Die Dehydrierung durch Salz ist eine gängige Methode für den längeren Transport; beispielsweise können die frisch geernteten Algen über Nacht in einer dreißigprozentigen Salzlösung eingeweicht und am Zielort mit frischem Wasser gewaschen werden, sodass sie innerhalb kurzer Zeit ihr ursprüngliches Aussehen wiedererlangen, allerdings sind sie dann tot und können nicht mehr nachwachsen. Caulerpa lentillifera ist aufgrund ihrer weichen, saftigen Konsistenz, aber auch wegen ihres Gehalts an Iod, Vitamin C und A sowie Mineralien beliebt. Der Antioxidantien-Gehalt kann durch hohe Lichteinstrahlung beim Anbau verdoppelt werden. Üblicherweise werden die Rispen mit den Trauben gegessen, nicht aber die Stolonen.
Auf den Philippinen (unter anderem auf Cebu und Bohol) ist Caulerpa lentillifera ein beliebtes Lebensmittel; in der Region Visayas ist die Art als lato bekannt. Sie gehört zu den nahezu täglich auf Frischmärkten in Manila gehandelten Seetang-Arten. Die übliche Zubereitung als Salat umfasst das gründliche Putzen und Waschen der Algen und anschließend das Garnieren mit in Scheiben geschnittenen Tomaten, Zwiebeln, grünen Mangos und Fischsauce oder einem Dressing aus Süß-Sauer-Sauce, Essig oder Zitronensaft, oft mit Salz oder gemahlenem schwarzen Pfeffer gewürzt.
Auf Japanisch werden diese Algen als 海ぶどう umi-budō („Meerestrauben“, allerdings kann damit auch Caulerpa sertularioides oder Coccoloba uvifera gemeint sein) bezeichnet und als Salat gegessen.
Auf Vietnamesisch wird die Art Rong nho genannt und in Salaten und Functional Food genutzt.
Caulerpa lentillifera ist auch ein effizienter Biofilter und kann Schwermetalle anreichern, die in ihrem Lebensraum vorkommen.

## Forschungsgeschichte
Erstbeschrieben wurde die Art 1837 durch Jacob Georg Agardh; das Typusexemplar stammte von der Südküste des Roten Meeres (heute Eritrea). Synonyme für Caulerpa lentillifera sind Caulerpa kilneri J. Agardh (1873) und Caulerpa longistipitata (Weber Bosse) Sved. (1906). 2019 wurde das Genom von Caulerpa lentillifera sequenziert.